# 休·加德納
休·加德納（英語：Sue Gardner；1967年5月11日—），加拿大記者，前維基媒體基金會執行董事，曾擔任加拿大廣播公司網站和其他網上新聞媒體的總監。
加德納在《福布斯》雜誌2012年的世界百名權威女性排行榜中榜上有名，排在為第70位；《福布斯》雜誌指出她「......領導反對禁止網絡盜版法案的維基百科全日關閉行動」。她在2013年初宣布，她將於基金會延攬新任執行董事之後退位，並於2014年正式卸任。

## 早年生涯
加德納在加拿大安大略省霍普港成長，父親既是聖公會的牧師、也是學校校長。她在懷雅遜大學完成新聞學本科課程，獲頒新聞學學士學位。

## 職業生涯

### 新聞界
加德納在1990年開始在加拿大廣播公司電台部工作，參與《事發當時》節目的製作，後來為加拿大廣播公司電台的時事部門和國際新聞世界頻道擔任製作人、記者和紀錄片製作人，歷時十載有餘；其工作內容著重於流行文化和社會問題。
她在2006年3月接替克勞德·戈理普（Claude Galipeau），出任一個部門的高級主管，該部門聘用了150名從事新媒體業務的員工，負責CBC.ca（加拿大廣播公司網站）的開發。

### 維基媒體

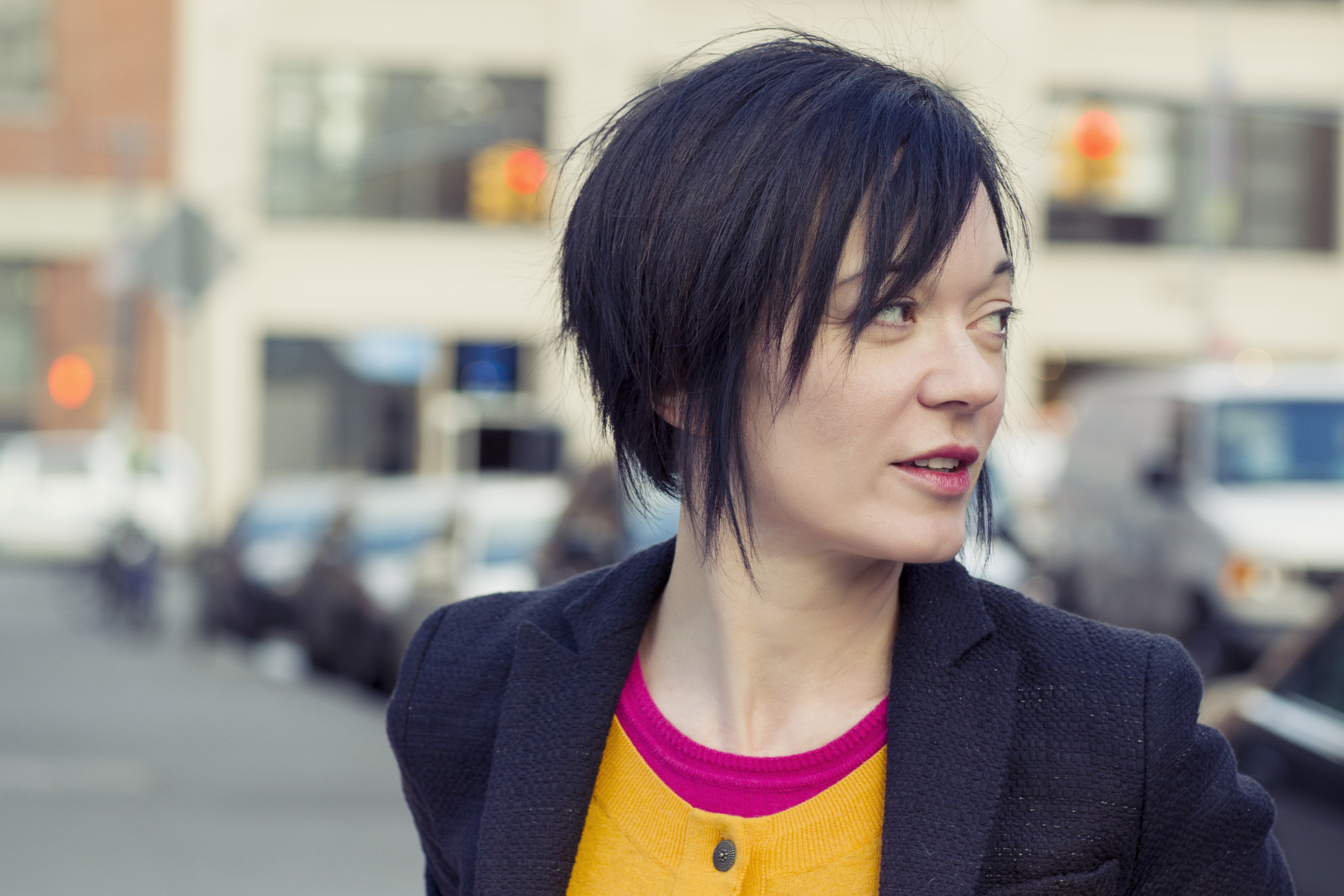
2013年2月的休·加德納

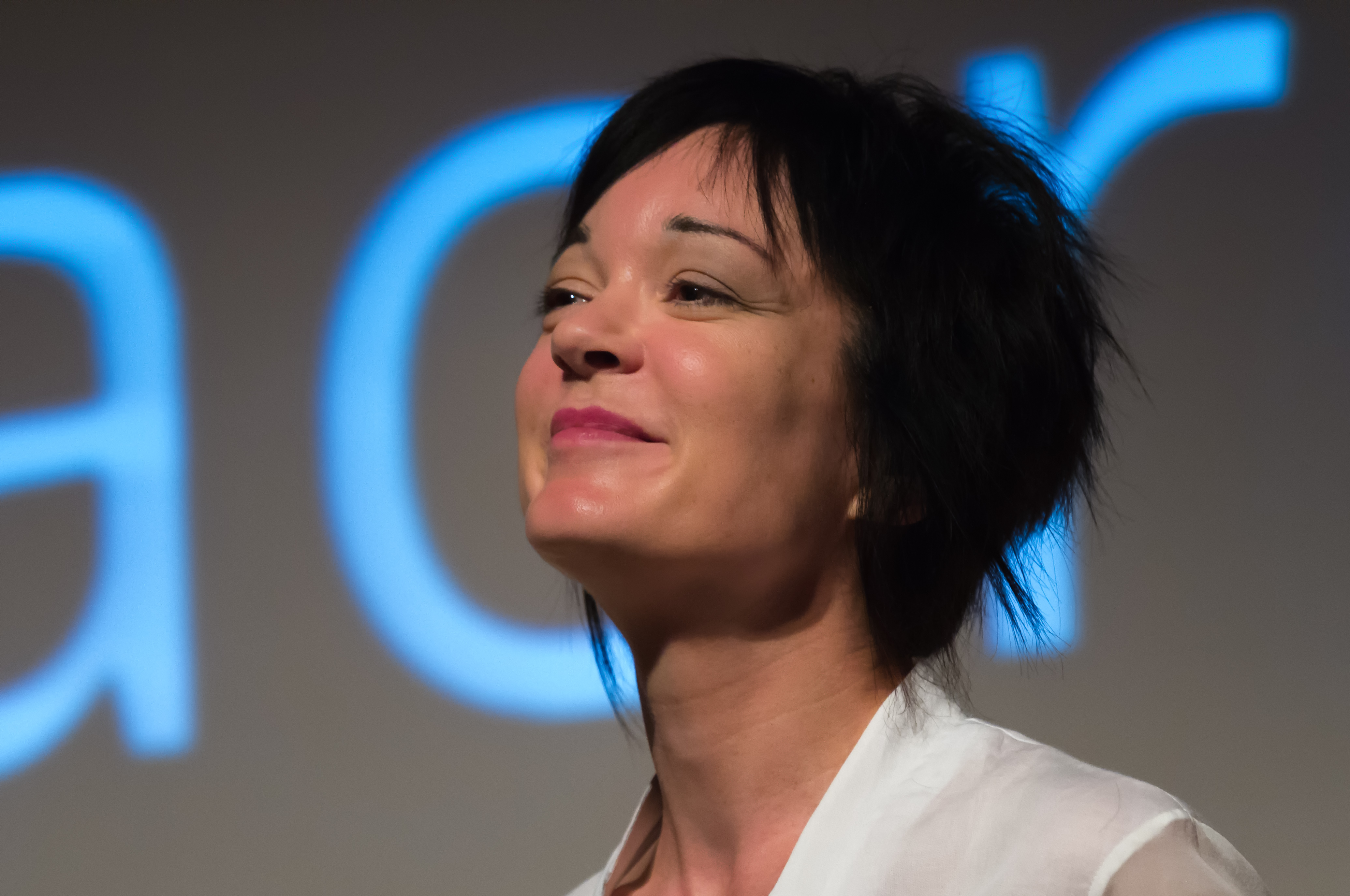
2013年，休·加德納在香港參加維基媒體國際會議

2007年5月，加德納辭去她在加拿大廣播公司的職務，此後不久，她便在維基媒體基金會擔任特別顧問，關注基金會的運作和內部管治。基金會在2007年12月聘任加德納為其執行董事。就任後兩年內，員工人數的增加、籌款團隊的設置、總部從佛羅里達州聖彼得堡搬遷到三藩市等事務，皆在其督導之下。
《赫芬頓郵報》在2009年10月把10個人列為該年度的媒體界規則顛覆者（"media game changers of the year"）；加德納在維基媒體運動工作，影響新媒體，因而位列其中。她在2013年3月27日宣布將離任維基媒體基金會的職務，闡明維基媒體基金會現在做得好好的，但是互聯網不是這樣，因此她在未來會在互聯網這方面幫忙。加德納在2012年參與抗議禁止網路盜版法案和保護知識產權法案的維基百科閉站行動，後來將之認定為她決定離職的「轉捩點」，指出這些示威「使我開始想一想互聯網要形成的形態會如何，還有我可以為它做什麼。」她形容維基人是一群「執拗而熟知格式指南的老辦公人員」。
加德納的母校——懷雅遜大學在2013年向她頒授榮譽博士學位。
維基媒體基金會在2014年5月1日宣布莉拉·崔迪科夫將於當年6月1日接替加德納，出任維基媒體基金會執行董事，而加德納則由當日開始出任基金會的特別顧問。

## 外部連結
- 休·加德納的個人網誌 （页面存档备份，存于）
- "Sue Gardner to lead Wikipedia"（休·加德納將領導維基百科）——加拿大廣播公司
- 加德納製作的電台紀實欄目（页面存档备份，存于），內容與加拿大詩人阿爾·珀迪有關，在《週日早報》（This Morning Sunday）節目中播放
- "Wikipedia struggles with funding"（維基百科為資金而掙扎）——合眾國際社
- Wikipedia's Librarian to the World （页面存档备份，存于）（面向世界的維基百科圖書管理員）——Fast Company雜誌專訪

專訪
- CNET新聞的加德納視像專訪
- 加德納音頻專訪（RAM格式）（页面存档备份，存于）——「聽起來像加拿大」電台，2008年4月8日
- 專訪——加德納出席2008年維基媒體國際會議時為維基百科每週社群播音節目所作
- Journalism is going to look different（页面存档备份，存于）（新聞界會有新面貌）——CanadaEast.com
- "The Gardner Interview" （页面存档备份，存于）（加德納專訪）——2012年1月2日维基简讯